# EPOC

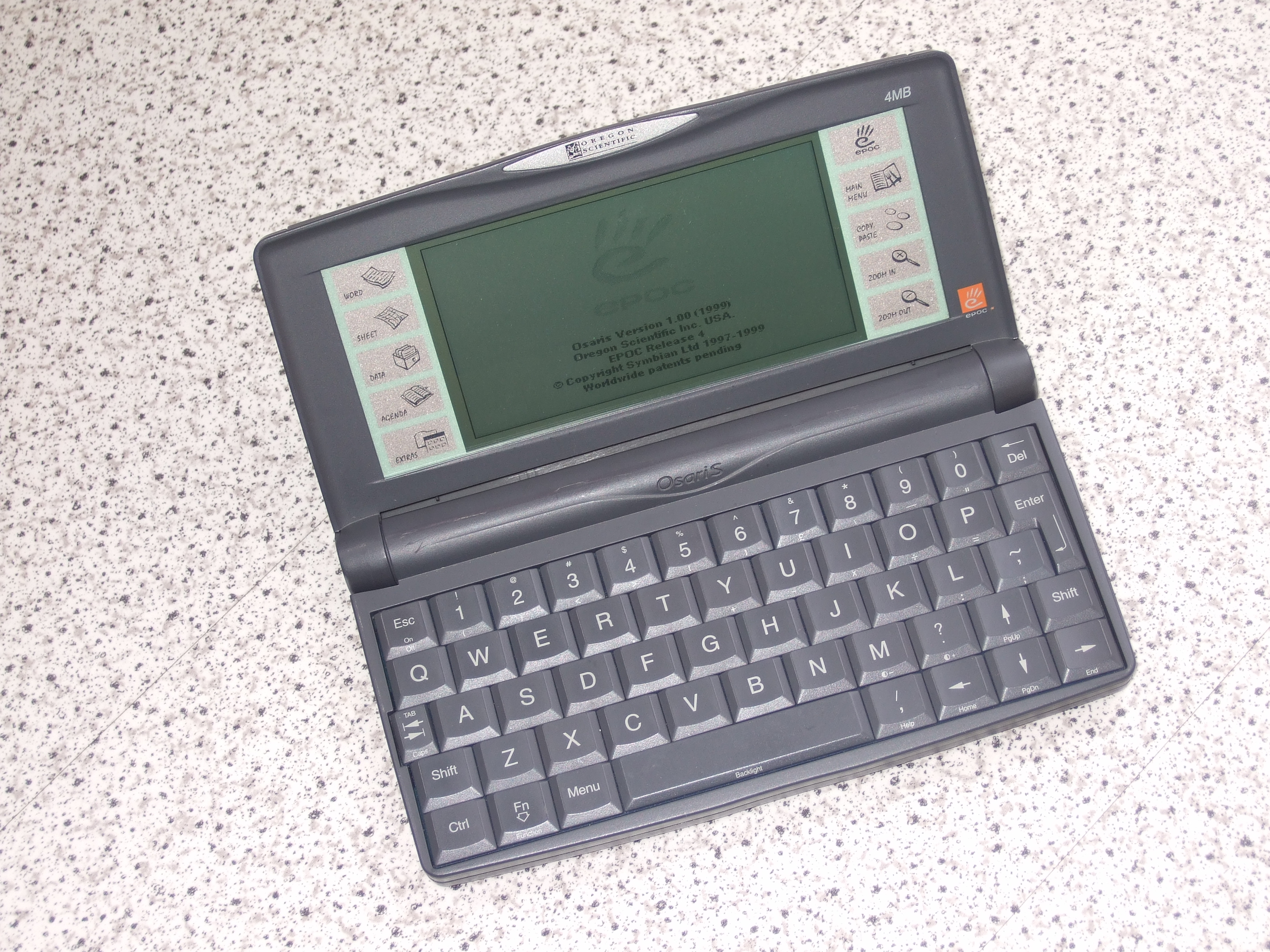
l'Osaris PDA, della Oregon Scientific, con EPOC, Release 4

EPOC è una gamma di sistemi operativi per dispositivi portatili, principalmente palmari sviluppata da Psion. EPOC è l'acronimo di Electronic Piece Of Cheese (Pezzo Di Formaggio Elettronico).

## EPOC16
Mentre la Psion esiste dal 1980, il sistema EPOC è stato introdotto solo nel 1991, nella sua versione "EPOC16". Svariati palmari Psion Series 3 vennero dotati di questo sistema, tra il 1991 e il 1998.

## EPOC32
La prima versione di EPOC32, Release 1 apparve sui dispositivi Psion Serie 5 nel 1997. Successivamente,  la ROM v1.1 degli stessi modelli fu distribuita con installata la Release 3 (la Release 2 non fu mai resa disponibile al pubblico). Queste furono seguite dalla Release 5 che venne utilizzata nei modelli Serie 5mx, Revo, Revo plus, Serie 7, netBook e netPad.
EPOC è un sistema operativo a multitasking con prelazione, singolo utente e protezione della memoria, che incoraggia gli sviluppatori di applicazioni a separare i loro programmi in un motore ed una interfaccia utente. I PDA della Psion sono dotati di una GUI chiamata EIKON che è realizzata appositamente per palmari con tastiera. Comunque una delle particolarità di EPOC è la facilità con cui possono essere sviluppate nuove GUI partendo da un nucleo di classi, caratteristica ampiamente esplorata dall'Ericsson R380 in avanti.
EPOC fu sviluppato originariamente per la famiglia di processori ARM come l'ARM7, ARM9, StrongARM e l'Intel XScale ma può essere compilato verso queste architetture con numerosi altri tipi di processore.
Durante lo sviluppo di EPOC, la Psion pianificò di distribuire EPOC su licenza anche ad altri produttori di dispositivi portatili, e rese così autonoma la divisione software con il nome di Psion Software. Uno dei primi dispositivi di aziende terze con EPOC come sistema operativo fu Geofox che però ebbe scarso successo con sole 100 unità vendute. Ericsson commercializzò con il proprio marchio un Psion Serie 5mx  rinominato MC218, e successivamente creò lo smartphone basato sulla Release 5.1 di EPOC, lo R380. La Oregon Scientific realizzò un dispositivo con EPOC, l'Osaris (l'unico con la Release 4).

## Symbian
Nel giugno 1998, Psion Software divenne Symbian, una joint venture tra Psion e produttori di telefoni cellulari come Ericsson, Motorola, e Nokia.

Dalla Release 6 in poi EPOC fu conosciuto come Symbian OS.